# Microphthalma michiganensis
Microphthalma michiganensis är en tvåvingeart som först beskrevs av Townsend 1892.  Microphthalma michiganensis ingår i släktet Microphthalma och familjen parasitflugor. Inga underarter finns listade i Catalogue of Life.